# Clube Silêncio
Clube Silêncio foi uma produtora cinematográfica brasileira, com sede em Porto Alegre, criada em 2004 pelos cineastas Fabiano de Souza, Gilson Vargas, Gustavo Spolidoro e Milton do Prado e dissolvida no final de 2009.

## Distribuição
Anunciada no Festival de Gramado em agosto de 2004, a produtora teve como primeira atividade assumir a distribuição dos curtas-metragens que haviam sido realizados anteriormente por seus sócios:
- de Fabiano de Souza: "Nós" (1997), "Dois Filmes em Uma Noite" (1999) e "Um Estrangeiro em Porto Alegre" (1999);
- de Gilson Vargas: "Até" (1999), "Quem?" (2000), "Vaga-Lume" (2002) e "À Sombra do Outro" (2002);
- de Gustavo Spolidoro: "Velinhas" (1998), "Outros" (2000), "Final" (2001), "Domingo" (2002);
- de Milton do Prado: "O Velho do saco" (1999).

## Produções
Em seguida, a Clube Silêncio começou a realizar produções próprias. Cristiane Oliveira foi chamada para assumir a coordenação de produção, Milton do Prado passou a dedicar-se à montagem da maioria dos filmes da produtora, enquanto os demais sócios seguiram realizando.
Ainda em 2004, produziram dois curtas: "Messalina", de Cristiane Oliveira; e "Cinco naipes", de Fabiano de Souza. Em 2005, mais dois: "Noite", de Gilson Vargas; e "Início do fim", de Gustavo Spolidoro.
Em 2006, a Clube Silêncio foi a co-produtora, responsável pela produção local, do longa-metragem Cão sem dono, dirigido pelos cineastas paulistas Beto Brant e Renato Ciasca, mas inteiramente rodado em Porto Alegre. No mesmo ano, produziu mais três curtas: "Sketches", de Fabiano de Souza; "Pequenos tormentos da vida", de Gustavo Spolidoro; e "A domicílio", de Nelson Diniz; e ainda um especial para televisão, "Porto Alegre de Quintana", dirigido por Fabiano de Souza e Gilson Vargas para a RBS TV.
Em 2007, a Clube Silêncio recebeu da Secretaria de Cultura de Porto Alegre o Prêmio Joaquim Felizardo, como destaque do ano na área de cinema. No mesmo ano, produziu o curta "Dois coveiros", de Gilson Vargas; e o especial de TV "O Louco", de Fabiano de Souza, novamente para a RBS TV.

## Longas-metragens
Em 2008, a Clube Silêncio lançou seu primeiro longa-metragem como produtora majoritária, "Ainda orangotangos", de Gustavo Spolidoro, baseado no livro homônimo de Paulo Scott. O filme recebeu vários prêmios, inclusive no Festival de Milão. No final do ano, o diretor Gustavo Spolidoro desligou-se da produtora.
2009 foi o ano de produção do segundo longa da Clube Silêncio, "A Última estrada da praia", de Fabiano de Souza. O filme é baseado no livro "O Louco do Cati", de Dyonélio Machado, e foi lançado no segundo semestre de 2010. Antes disso, ainda no final de 2009, a produtora foi dissolvida, e os sócios Fabiano de Souza e Milton do Prado criaram a Rainer Produções.